# عالية (الرقة)
عالية قرية سورية تتبع ناحية سلوك في منطقة تل أبيض في محافظة الرقة. بلغ عدد سكانها 1719 نسمة في عام 2004 حسب إحصاء المكتب المركزي للإحصاء.